# Piper PA-34 Seneca

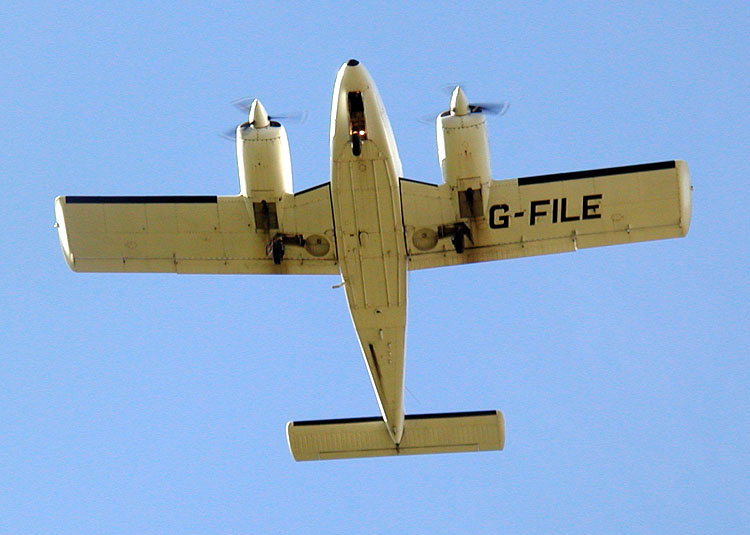
Piper Seneca

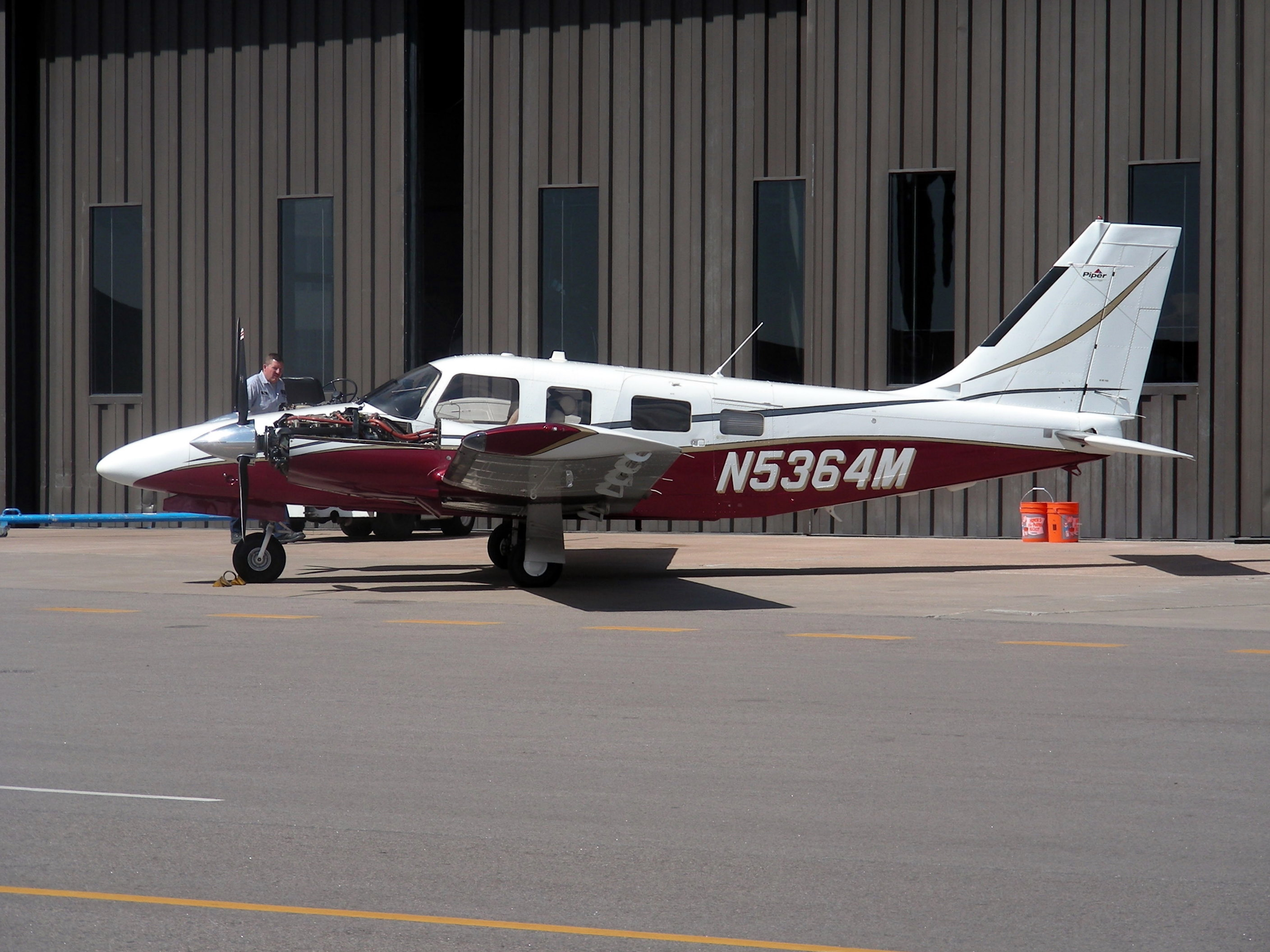
Piper Seneca con la carena del motor retirada

El Piper PA-34 Seneca es un avión ligero bimotor de origen estadounidense, producido por Piper Aircraft desde 1971 hasta el presente.
El Seneca es usado principalmente como transporte aéreo personal, de entrenamiento y de negocios.

## Desarrollo
El Seneca fue desarrollado como versión bimotor del Piper Cherokee Six, con un prototipo designado como PA-32-3M; consistía en un Cherokee Six -normalmente equipado con un motor frontal Lycoming O-540 de 300hp- al que se le adaptaron dos motores Lycoming O-235 en las alas (de 115hp cada uno). Por esta razón el prototipo fue operado como un trimotor en las etapas iniciales del programa de pruebas.

### PA-34-180 Twin Six
Con la decisión de abandonar el diseño trimotor probado en el PA-32-3M, pasó a ser un diseño bimotor con designación propia de serie Piper, PA-34. El prototipo PA-34-180 Twin Six registrado con la matrícula "N3401K" voló por primera vez el 25 de abril de 1967; contaba con dos motores Lycoming O-360 de 180hp pero incorporaba un tren de aterrizaje retráctil y un estabilizador de cola más alto. Durante los vuelos de desarrollo la envergadura alar se incrementó 2ft (0,61m). El tercer prototipo (PA-34-200 Twin Six) estaba más cerca del estándar de producción y voló el 20 de octubre de 1969; había sido repotenciado con dos motores Lycoming IO-360 A1A de 200hp con sistema de inyección de combustible.

### PA-34-200 Seneca I
Certificado el 7 de mayo de 1971 e introducido a finales de 1971 como el modelo de 1972, el PA-34-200 Seneca I está propulsado por un par de motores Lycoming IO-360-C1E6. El motor a mano derecha es un Lycoming LIO-360-C1E6, cuya "L" indica que su cigüeñal gira en dirección contraria (L de Left, gira hacia la izquierda), haciendo del Seneca I un avión de hélices contrarrotativas. Las hélices contrarrotativas eliminan limitaciones críticas de otros bimotores y hacen que el avión sea más manejable en situaciones de falla o pérdida de uno de sus motores durante el vuelo. En total se construyeron 934 Seneca I, incluyendo el avión prototipo.
El primitivo Seneca I tiene un peso bruto máximo (maximun gross weight) de 4000lb, mientras que otros números de serie posteriores tienen un peso máximo de despegue permitido de 4200lb.

### PA-34-200T Seneca II
Respondiendo a reclamos sobre las capacidades de maniobra del avión, Piper introdujo el PA-34-200T Seneca II. El avión fue certificado el 18 de julio de 1974 e introducido como modelo de 1975.
El nuevo modelo incorporaba cambios en las superficies de control, incluyendo alerones más largos y balanceados, la adición de un limitador (anti-servo tab) y contrapesos (bobweight) en el elevador.
La "T" del sufijo del modelo reflejaba el cambio a motores de seis cilindros turbocargados Continental TSIO-360E o EB para aumentar desempeño, particularmente a grandes altitudes. El Seneca II retenía la configuración del giro contrapuesto de los motores del Seneca I.
El Seneca II también introdujo una disposición tipo club para sus asientos (club-seating, que se refiere a dos filas de asientos que quedan enfrentadas, permitiendo mayor interacción entre los pasajeros y una mayor sensación de comodidad). Se construyeron un total de 2,588 Seneca II's.

### PA-34-220T Seneca III
En 1981, fue introducido el PA-34-220T Seneca III, completando su certificación el 17 de diciembre de 1980.

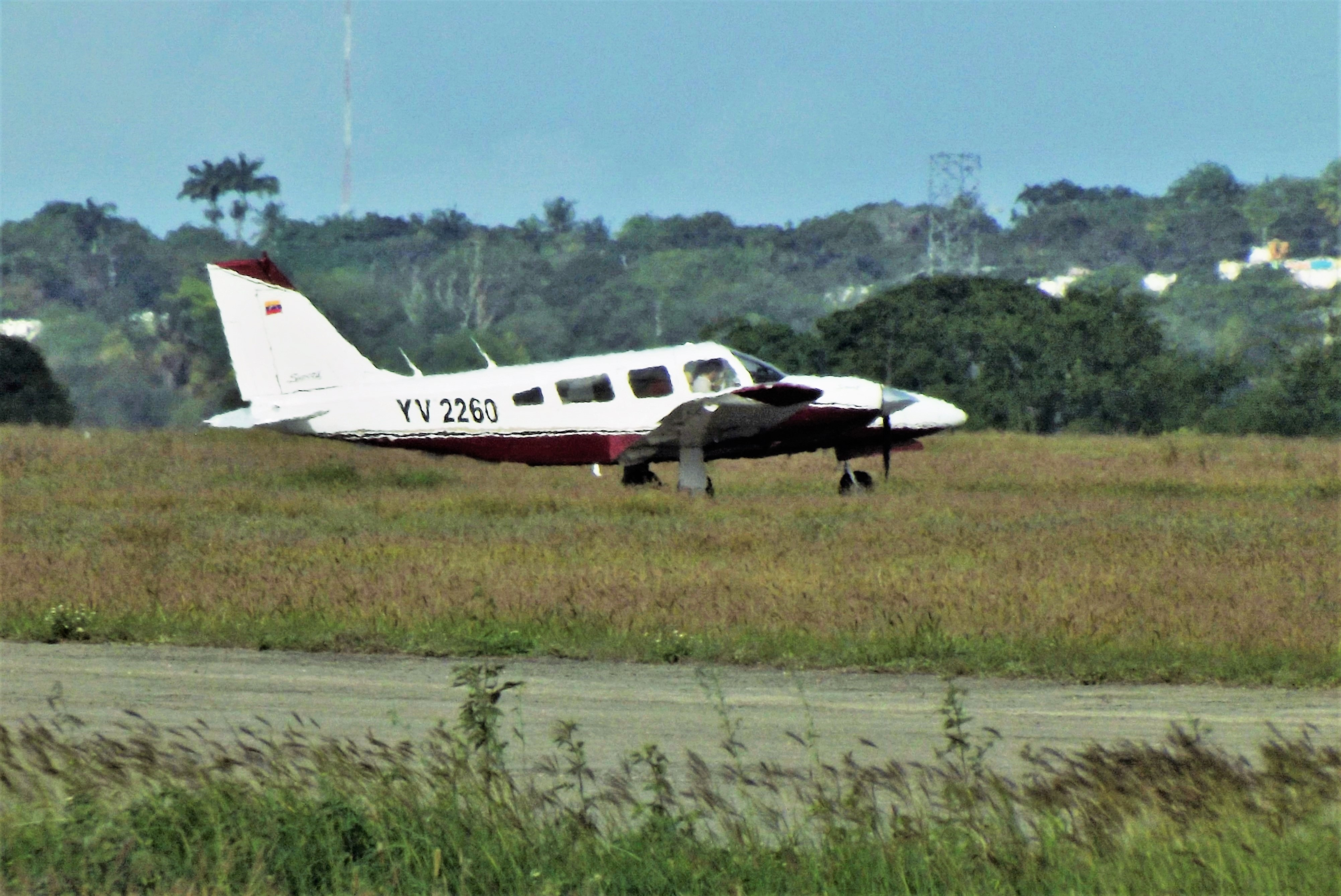
Piper PA-34-220T Seneca III (YV2260) carreteando para despegar en el Aeropuerto Internacional Jacinto Lara, Barquisimeto - Venezuela

Nuevamente el cambio de nombre reflejaba una mejora de motorización con el número indicando la potencia; así, incorporaba dos Continental TSIO-360-KB de 220hp, aunque en capacidad de operar a potencia máxima por un lapso de 5 minutos, luego de lo cual su límite debería permanecer por debajo de 200hp.
El incremento de la potencia, con un límite aumentado a 2800 RPM (incrementada de 2575 RPM del modelo precedente) se combinaban para dar mejor desempeño en ascensos y en etapa de crucero. El nuevo avión también incorporaba un parabrisas de una sola pieza con un panel de instrumentos metálico en vez de uno cubierto con una carena desmontable de plástico; algunos modelos tienen flaps de accionamiento eléctrico. Se construyeron más de 930 Seneca III; los últimos 37 de ellos tenían un sistema eléctrico a 28 Voltios en vez del sistema de 14 en aviones previos.
El peso bruto del avión fue incrementado a 4750lb en despegue y 4513lb para aterrizaje.

### PA-34-220T Seneca IV
En 1994 la compañía "New Piper" Aircraft (renombrada tras entrar en un proceso de declaración de bancarrota en 1991, del cual emergió exitosamente en 1995) introdujo el Seneca IV, para el que logró su certificación el 17 de noviembre de 1993. Este modelo era similar al Seneca III ofreciendo menores reformas, entre de las cuales se cuentan las carenas del motor con tomas de aire asimétricas para un mayor desempeño aerodinámico en crucero. Continuó usando los motores contrapuestos Continental TSIO-360-KB y los pesos brutos (despegue y aterrizaje) permanecieron iguales. Se construyeron un total de 71 Seneca IV's.

### PA-34-220T Seneca V
Certificado el 11 de diciembre de 1996, el Seneca V fue puesto en producción como modelo para 1998. De nuevo, las carenas de los motores se rediseñaron para incrementar el desempeño, mientras que muchos interruptores fueron reubicados del panel frontal hacia el techo, y los motores se cambiaron por una variante mejorada: los Continental TSIO-360-RB.  Una diferencia con el TSIO-360-RB es un intercooler que mejora el desempeño y reduce el desgaste del motor y su consumo de combustible, mientras que el turbocargador cuenta con una válvula wastegate automática que evita problemas de daños por sobrealimentación o de temperaturas excesivas. Gracias a una temperatura más baja de aire aspirado, se puede volar con una mezcla más empobrecida y sostiene sus curvas de potencia hasta a 19,500 pies. Tiene un sistema de lectura para el control de combustible, del motor y del sistema de control del mismo, integrados en una pantalla computarizada integral que incrementa enormemente la conciencia situacional. La opción de hélices McCauley de tres palas disminuye la velocidad de crucero en 4 nudos pero también reduce el ruido y aumenta el desempeño en despegues y ascensos [cita requerida].
Los pesos máximos de operación del Seneca V son iguales a los del III y IV: 4750lb (2150 kg) en despegue y 4513lb (2045 kg) en aterrizaje. Sin embargo el peso vacío del Seneca V es superior al del Seneca II, es decir que la capacidad de carga disminuye a pesar de contar con pesos brutos iguales.

## Fabricantes
El Seneca fue construido principalmente en la sede de Piper de Lakeland, Florida. Sin embargo fue ensamblado en otros países en plantas como Aero-Industrial Colombiana AICSA de Colombia, Chincul en Argentina (denominado PA-A-34), PZL-Mielec en Polonia (PZL M-20 Mewa, algunos con motores PZL/Franklin de la compañía) y por Embraer (EMB-810).

### Embraer EMB-810 Seneca
Desde 1975 el Seneca fue fabricado bajo licencia en Brasil por Embraer, como el EMB-810.  Se produjeron PA-34-200T como EMB-810C Seneca (452 unidades) y el PA-34-220T como el EMB-810D (228 construidos).

## Operadores

### Civiles
Este avión es popular en compañías de vuelo chárter y en aerolíneas de alimentación, y es operado por individuos y compañías privadas.
- Costa Rica

Un operador civil notable es el Servicio de Vigilancia Aérea de Costa Rica (país que abolió su ejército en 1948; el SVA es un sucesor civil de la Fuerza Aérea Costarricense anterior a esa fecha).
- Guatemala
- Transportes Aéreos Guatemaltecos

- Panamá
- Air Panama

### Militares
Argentina
- Fuerza Aérea Argentina[9]

 Brasil
- Fuerza Aérea Brasileña (EMB 810C Seneca)[10]

 Panamá
- Servicio Nacional Aeronaval[11]

 Serbia
- Fuerza Aérea de Serbia[12]

 Honduras
- Fuerza Aérea Hondureña  2 piper Pa-34 seneca 1 en servicio

 República Dominicana
- Armada de República Dominicana

## Accidentes e incidentes
Existen un total de 357 casos de accidentes e incidentes que involucran Pipers PA-34 Seneca, desde junio de 1970. 
El 18 de agosto de 2012 un PA-34-200 Seneca I se estrelló en las Filipinas, accidente en el que murieron tres de sus cuatro ocupantes incluyendo al Secretario de Interior y Gobierno Local filipino Jesse Robredo.
Cinco personas murieron 8 de abril de 2018 en Argentina, al estrellarse un avión en una zona rural de La Pampa. La aeronave, un PA-34 Seneca con matrícula LV-GZK, había despegado del Aeródromo San Rafael, Mendoza y volaba con destino a Tandil. Alrededor de las 15, se precipitó a tierra en una zona rural, entre las localidades de Quemú Quemú y Pellegrini, a 130 kilómetros de Santa Rosa.
El piloto y único ocupante murió el 22 de agosto de 2018 en Arenal, Zona norte en Costa Rica cuando el Piper Seneca III de la empresa Aerobell se estrelló contra los cerros ubicados al sur del campo de aterrizaje en la Fortuna, se desconocen las causas del accidente.
El 3 de noviembre de 2020, una Piper PA-34-200 con matrícula EC-HCA, desapareció sobre las 19:00h del radar mientras cubría un trayecto desde Ibiza hacia Reus, a unas 40 millas náuticas de la costa del Delta del Ebro. La aeronave, tripulada por 2 pilotos de 35 y 42 años, fue encontrada días después a 110 metros de profundidad.

## Especificaciones (PA-34-220T Seneca V)
Referencia datos: Obtenidas del Manual de Operación de octubre de 2005, citado en Wikipedia Inglés.

### Características generales
- Tripulación: Uno (piloto).
- Capacidad: Cinco pasajeros.
- Longitud: 8,72
- Envergadura: 11,9 m (38,9 ft)
- Altura: 3 m (9,9 ft)
- Superficie alar: 19,4 m² (208,7 ft²)
- Perfil alar: Flujo laminar NACA 652-415
- Peso vacío: 1457 kg (3211,2 lb)
- Peso cargado: 2165 kg (4771,7 lb)
- Peso útil: 450 kg (991,8 lb)
- Peso máximo al despegue: 2155 kg (4749,6 lb)
- Planta motriz: 2×  Teledyne Continental: TSIO-360-RB y LTSIO-360-RB.
  - Potencia: 164 kW (226 HP; 223 CV) cada uno.

### Rendimiento
- Velocidad nunca excedida (Vne): 378 km/h (235 MPH; 204 kt)
- Velocidad máxima operativa (Vno): 361 km/h (224 MPH; 195 kt)
- Velocidad crucero (Vc): 348 km/h (216 MPH; 188 kt)
- Velocidad de entrada en pérdida (Vs): 113 km/h (70 MPH; 61 kt)
- Alcance: 1611 m (5285 ft)
- Techo de vuelo: 7620 m (25 000 ft)
- Régimen de ascenso: 7,9 m/s (1549 ft/min)
- Carga alar: 104 kg/m² (21,3 lb/ft²)
- Potencia/peso: 164 W/kg